# 자기 복제

DNA의 분자 구조

자기 복제(自己複製, self-replication)는 자기 자신과 비슷하거나 동일한 사본체를 양산하는 동역학계의 한 행위이다.
자신과 같은 것을 만드는 자기 복제에 필요한 정보는 모든 세포가 갖고 있는 DNA(디옥시리보 핵산의 준말)에 암호로 저장되어 있다. 세포 분열에 의해 하나의 세포가 둘로 나뉘기 전에 미리 DNA의 자기 복제가 행해진다. 이 DNA 암호는 약 20종의 아미노산을 어떤 순서로, 몇 개를 사용해서 단백질을 합성할까 하는 처방을 내리는 암호이다.
단백질에는 그것을 구성하는 아미노산의 종류·수·결합 순서에 의해 여러 가지 성질의 차이가 생기며, 어떤 것은 세포의 구조에 쓰이고, 또 어떤 것은 수축성 섬유가 되어 세포 운동에 관여한다. 그리고 단백질로 만들어진 효소에도 여러 가지가 있으며, 각기 관계하는 화학 반응의 촉매 작용을 발휘함으로써 물질 교대가 조절된다.
DNA 암호가 아미노산 배열의 정보로 작용함으로써 이것이 생식 세포를 통해 세대에서 세대로 계승되는 유전자의 본체이다.

## 같이 보기
- 생명의 기원
- 인공생명
- 자기생산
- 복잡계
- DNA 복제
- 생명
- 로봇
- 렙랩 프로젝트
- 바이러스